# Municipio de Sargent (Illinois)
El municipio de Sargent (en inglés: Sargent Township) es un municipio ubicado en el condado de Douglas en el estado estadounidense de Illinois. En el año 2010 tenía una población de 286 habitantes y una densidad poblacional de 2,35 personas por km².

## Geografía
El municipio de Sargent se encuentra ubicado en las coordenadas 39°43′16″N 88°2′18″O / 39.72111, -88.03833. Según la Oficina del Censo de los Estados Unidos, el municipio tiene una superficie total de 121.78 km², de la cual 121,61 km² corresponden a tierra firme y (0,14 %) 0,18 km² es agua.

## Demografía
Según el censo de 2010, había 286 personas residiendo en el municipio de Sargent. La densidad de población era de 2,35 hab./km². De los 286 habitantes, el municipio de Sargent estaba compuesto por el 98,95 % blancos, el 0,35 % eran de otras razas y el 0,7 % eran de una mezcla de razas. Del total de la población el 1,4 % eran hispanos o latinos de cualquier raza.